# DAVID
DAVID (o base de datos para anotación, visualización e integración de descubrimientos) es un recurso bioinformático gratuito en línea desarrollado por el Laboratorio de Retrovirología Humana e Inmunoinformática. Todas las herramientabioinformáticas de DAVID tienen como objetivo proporcionar una interpretación funcional de grandes listas de genes derivados de estudios genómicos, por ejemplo, estudios de microarrays y proteómica.